# Groene knotsslak
De groene knotsslak (Diaphoreolis viridis) is een slakkensoort uit de familie van de Trinchesiidae. De wetenschappelijke naam van de soort werd in 1840, als Montagua viridis voor het eerst geldig gepubliceerd door Forbes.

## Beschrijving
De groene knotsslak onderscheidt zich door zijn groene ceratale inhoud en spetters van geel-wit pigment. Het lichaam is doorschijnend wit, vaak met een vage gele tint. De cnidosacs aan de toppen van de cerata zijn groot en opvallend, gebroken wit van kleur. Strepen en vlekken van wit pigment strekken zich uit langs de dorsale oppervlakken van de cerata. De bruine kaken zijn duidelijk zichtbaar door de kop voor de rinoforen. Groeit tot ongeveer 20 mm lang. Het dier voedt zich met Sertularella-hydroïdpoliepen, en dan vooral met de Sertularella rugosa. 

## Verspreiding
De groene knotsslak werd beschreven door Forbes vanuit Ballaugh, op het eiland Man in de Ierse Zee. Waarnemingen van deze zeenaaktslak zijn gemeld vanuit het noordoostelijke deel van de Atlantische Oceaan, van Groenland en IJsland in het noorden tot het Franse Roscoff in het zuiden. Komt ook voor in het noorden van de Britse Eilanden. Wordt gevonden in ondiepe blootgestelde en halfbeschutte rotsachtige gebieden. In 2017 werd tijdens een duikexpeditie deze in Nederland zeldzame soort voor het eerst op de Doggersbank in het Nederlandse deel van de Noordzee waargenomen.